# Kalînea, Camenița
Kalînea (în ucraineană Калиня) este un sat în comuna Kulciivți din raionul Camenița, regiunea Hmelnîțkîi, Ucraina.

## Demografie
Componența lingvistică a localității Kalînea
     Ucraineană (98,67%)
     Rusă (1,33%)
Conform recensământului din 2001, majoritatea populației localității Kalînea era vorbitoare de ucraineană (98,67%), existând în minoritate și vorbitori de rusă (1,33%).

## Legături externe
- pl Kalinie în Dicționarul geografic al Regatului Poloniei și al altor țări slave, volum III (Haag — Kępy) anul 1882